# Emenó de Poitiers
Emenó (vers 810-866) fou comte de Poitiers vers 828 a 839, comte de Périgueux (845-866) i comte d'Angulema (864-866).
Hauria substituït a Bernat I (que podria ser el seu pare o el seu germà gran) segurament per decisió de Pipí I d'Aquitània i no de Lluís el Pietós. En cas que Bernat hagués estat destituït per l'emperador per no ajudar a Bernat de Septimània (cosa estranya, ja que Bernat era el seu parent) difícilment aquest haguera nomenat un germà o fill al seu lloc. Si pel contrari Bernat de Poitiers hagués donat suport a retardar l'ajut a Bernat de Septimània, el rei Pipí no hauria tingut motiu per substituir-lo (i si no hi hagués donat suport no hauria nomenat un germà o fill al seu lloc). La conclusió és que Bernat segurament era el pare d'Emenó i va ser substituït pel seu fill perquè va morir; si Bernat I hagués estat el germà gran d'Emenó, llavors hauria estat nomenat a un altre lloc (potser a Perigueux on no es coneix cap comte en aquest temps), ja que Bernat germà d'Emenó (vegeu Bernat II de Poitiers), apareix fins al 843.
El 9 de juny de 828 Emenó apareix per primer cop quan presidia una assemblea o placitum en nom del rei Pipí d'Aquitània a Chasseneuil com a comte, sens dubte de Poitou. Va donar suport a Pipí I d'Aquitània contra el seu pare l'emperador Lluís I el Pietós; a la mort del rei (30 de setembre del 838) l'emperador va concedir el regne d'Aquitània al fill del seu segon matrimoni Carles (el futur Carles el Calb) que va rebre el suport de Gerard comte d'Alvèrnia, Ratari comte de Llemotges, Renald (que després seria comte d'Herbauges) i Ebroí, bisbe de Poitiers. Però Emenó de Poitiers, el seu germà Bernat (comte de Perigueux?), un altre germà de nom Turpió comte d'Angulema, i Seguí II comte de Bordeus i Saintes, es van declarar en favor de Pipí II d'Aquitània (fill de Pipí I) al que van proclamar rei, contra el desig de l'emperador, que el 839 va envair Aquitània i va expulsar a Emenó i al seu germà Bernat. L'emperador entrava a Poitiers el dia de Nadal del 839. Fou probablement llavors quan Lluís el Pietós va segregar una part del comtat de Poitiers per formar el comtat d'Herbauges que va donar a Renald, que era cosí d'Emenó però havia donat suport al Pietós. Com a comte de Poitou el mateix Renald hauria assolit el govern (Rainulf I, fill de Gerald comte d'Alvèrnia fou nomenat més tard). Emenó va fugir als dominis del seu germà Turpió a Angulema. L'emperador va morir el 20 de juny del 840 i Emenó es va sotmetre i apareix a la cort imperial des del 840.
El 845 Emenó fou nomenat comte de Périgueux per Pipí II d'Aquitània. El 848 Carles el Calb el va confirmar en el càrrec, i fou capturat amb Sanç II per Mussa ibn Mussa ibn Fortun a la batalla d'Albelda. El 864 Turpió va morir en lluita amb els normands, i Emenó va assolir les funcions comtals a Angulema (conservant les de Perigueux). El 14 de juny del 866 va ser greument ferit en combat contra el seu cosí Landri, comte de Saintes, per la disputa del castell de Bouteville; va morir al cap de 8 dies (22 de juny) a Rancogne, prop del lloc de la batalla, i fou enterrat a la basílica de Saint-Cybard d'Angulema. En la mateixa batalla va morir també el comte Landri.
Es va casar dues vegades segons es dedueix de la diferència d'edat entre els seus fills. Primer s'hauria casat amb una germana de Sanç II Sanç, duc de Gascunya (filla per tant del duc Sanç I Llop), de nom Sància, i hauria tingut a Arnau de Gascunya (o Arnald de Gascunya) que a la mort del seu oncle sense fills el 864 va ser duc de Gascunya. En segones noces s'hauria casat amb una filla del comte Odó II de Troyes (o Eudes II de Troyes) el que se sap perquè en una carta de febrer del 893 el seu fill Adalelm, com a comte de Troyes, confirmava una donació feta pel seu avunculus (oncle matern) Robert de Troyes (fill d'Odó II de Troyes i, per tant, germà de la mare d'Adalelm); d'aquest segon matrimoni va tenir a Ademar (que fou comte de Poitiers, d'Angulema i de Perigueux) i Adalem (que fou comte de Troyes).